# 1909 en philosophie
Chronologie de la philosophie
- 1905
- 1906
- 1907
- 1908
- 1909
- 1910
- 1911
- 1912
- 1913

L’année 1909 a été marquée, en philosophie, par les événements suivants :

## Publications
- Le Voyageur et son ombre, ouvrage de Friedrich Nietzsche (publication posthume).

## Naissances
- 3 février : Simone Weil, philosophe française, morte en 1943.
- 24 février : Max Black (Angleterre, -1988)
- 27 mars : Golo Mann (Allemagne-Suisse, -1994)
- 22 avril : Eugenio Colorni (Italie, -1944)
- 30 avril : Konstantīns Raudive (Lettonie, -1974)
- 9 mai : Eugenio Garin (Italie, -2004), Frank Meyer (États-Unis, -1972)
- 6 juin : Isaiah Berlin (Lettonie/Russie, -1997)
- 9 juin : José Luis López-Aranguren (es) (Espagne, -1996)
- 11 août : Uku Masing (en) (Estonie, -1985)
- 5 octobre : Leopold Kohr (Autriche, -1994)
- 20 juin : Niccolò Giani (Italie, -1941)
- 12 juillet : Constantin Noica (Roumanie, -1987)
- 20 août : Cesare Luporini (Italie, -1993)
- 18 octobre : Norberto Bobbio (Italie, -2004)

## Décès
- 20 janvier : Torkel Halvorsen Aschehoug (Norvège, 1822-)
- 26 février : Hermann Ebbinghaus (Allemagne, 1850-)
- 19 mars : James Hutchison Stirling (Angleterre, 1820-)
- 14 mai : Giovanni Vailati (Italie, 1863-)
- 12 octobre : Carl Hilty (Suisse), né en 1833, mort à 76 ans.
- 19 octobre : Cesare Lombroso (Italie, 1835-)